# Банатска клисура
Банатската клисура е първия пролом на Дунав по течението му от Панонската низина към Влашката низина. Обхваща частта между устието на Нера в Дунав и началото на Железни врата с остров Джердап (Острово). 
Покрай банатската клисура в крайната югозападна част на Румъния се спускат южните склонове на планинските възвишения Локва (549 м), Алмушки крак (720 м) и Средище (890 м). Планинските възвишения са покрити с гъсти гори и са богати на природни ресурси. Геоложкият строеж на тези възвишения се състои от шисти и някои вулканични скали. Средногодишните валежи в банатската клисура варират от 700 до 1200 мм на кв. м.
В Банатската клисура се намират 13 населени места, а мястото е населено от древността. На левия бряг откъм река Нера са Лесковица, Златица, Луговет (Лютиче) и Сокол. Другите селища изброени по течението на Дунав са Базиаш, Дивичи, Белобрешка, Сръбска Пожежена, Радимна, Мачевич (Macesti), Молдова Веке (Стара Молдова), Любкова и Свиница (Мехединци). Населението в банатската клисура се занимава с животновъдство, овощарство, лозарството, градинарство и отглеждането на зърнено-житни култури. Банатската клисура е богата на висококалорични въглища, магнетит и руда. 
Със създаването на кралство на сърби, хървати и словенци, по течението на река Нера и Дунав в банатската клисура са поселени херцеговинци, наричани от местните – хери.

## Личности
От село Сокол в клисурата е родом футболистът Миодраг Белодедич – играл и за Румъния и за Югославия, носител на КЕШ през 20 век и със Стяуа и с Цървена Звезда.